# Belinda the Slavey; or, Plot and Counterplot
Belinda the Slavey; or, Plot and Counterplot è un cortometraggio muto del 1913 diretto da Bert Angeles.

## Produzione
Il film fu prodotto dalla Vitagraph Company of America.

## Distribuzione
Distribuito dalla General Film Company, il film - un cortometraggio in una bobina - uscì nelle sale cinematografiche statunitensi il 22 marzo 1913.